# Georges Pontier
Georges Paul Pontier (* 1. Mai 1943 in Lavaur, Département Tarn, Frankreich) ist ein französischer römisch-katholischer Geistlicher und emeritierter Erzbischof von Marseille. Er war von 2013 bis 2019 Vorsitzender der französischen Bischofskonferenz.

## Leben
Zunächst studierte Pontier moderne Literatur an der Universität Toulouse und trat anschließend in das Priesterseminar in Albi ein, wo er zunächst Philosophie studierte. Von 1964 bis 1966 studierte er dann an der Päpstlichen Universität Gregoriana, wo er das Lizenziat der Theologie erwarb. Am 3. Juli 1966 empfing er durch den Erzbischof von Albi, Claude Dupuy, die Priesterweihe für das Erzbistum Albi.
Papst Johannes Paul II. ernannte ihn am 2. Februar 1988 zum Bischof von Digne. Die Bischofsweihe spendete ihm der Erzbischof von Marseille, Robert Coffy, am 20. März desselben Jahres; Mitkonsekratoren waren Bernard Panafieu, Erzbischof von Aix, und Joseph-Marie-Henri Rabine, Erzbischof von Albi. Am 5. August 1996 wurde er zum Bischof von La Rochelle ernannt. Am 12. Mai 2006 berief ihn Papst Benedikt XVI. zum Erzbischof von Marseille. Am 11. Juni desselben Jahres wurde er dort offiziell in sein Amt eingeführt.
Die Französische Bischofskonferenz wählte ihn am 17. April 2013 in Lourdes zu ihrem Präsidenten. Die Amtszeit begann am 1. Juli desselben Jahres. Im Frühjahr 2019 trat er nicht mehr zur Wiederwahl an, seine Amtszeit lief am 30. Juni aus.
Papst Franziskus nahm am 8. August 2019 seinen altersbedingten Rücktritt an. Vom 11. Januar bis 11. Juli 2021 war er Apostolischer Administrator des vakanten Erzbistums Avignon. Vom 2. Dezember 2021 bis zum 23. Mai 2022 war er nach dem Rücktritt von Erzbischof Michel Aupetit bis zur Amtseinführung von Laurent Ulrich als dessen Nachfolger Apostolischer Administrator des Erzbistums Paris.